# 투쿰스

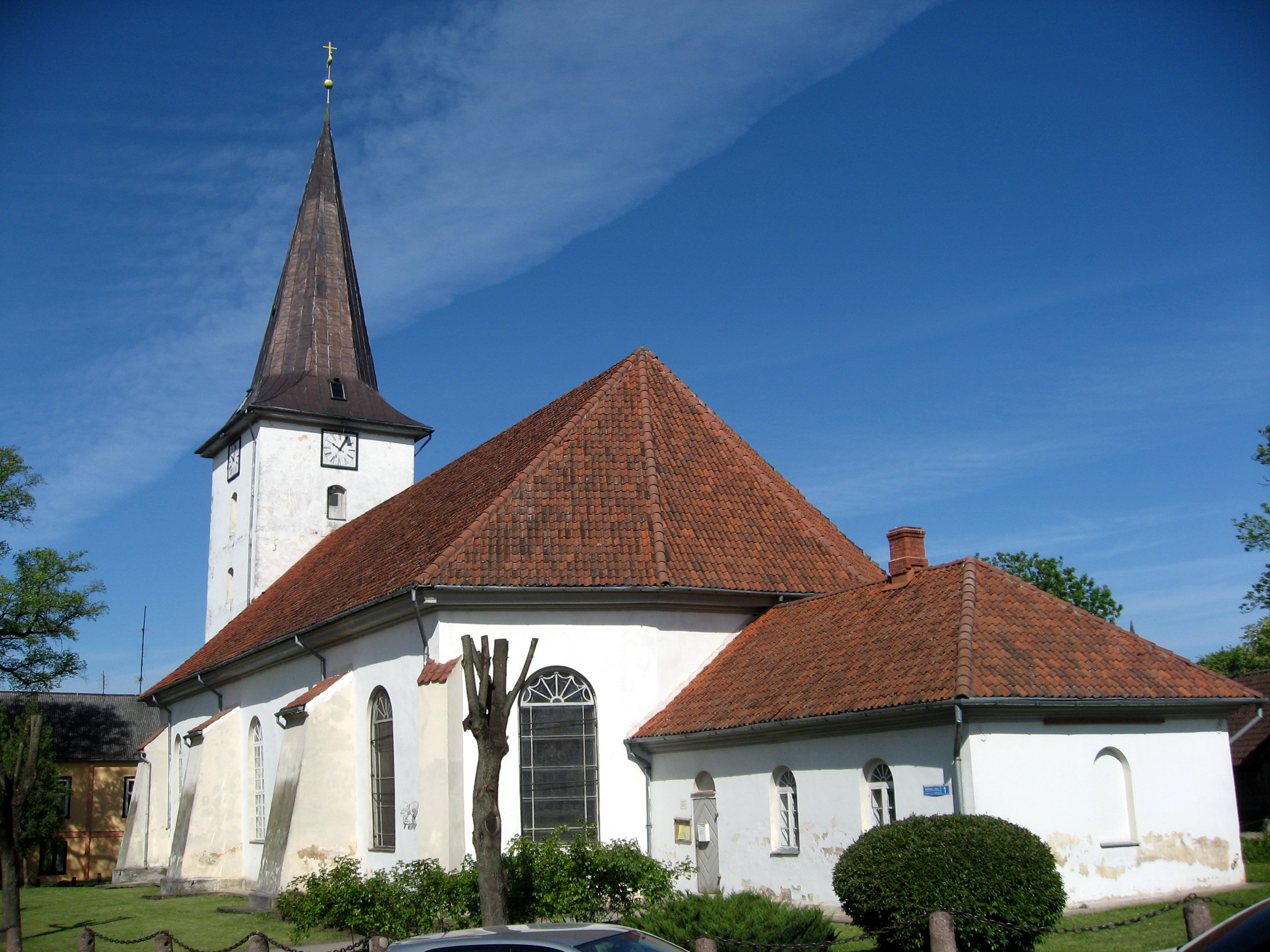
투쿰스에 있는 루터교 성당

투쿰스(라트비아어: Tukums, 에스토니아어: Tuckum, 리브어: Tukāmō)는 라트비아 서부에 위치한 도시로 투쿰스 시의 행정 중심지이며 인구는 19,722명이다. 라트비아를 구성하는 지역인 비제메, 젬갈레, 쿠를란트가 만나는 지점에 위치한다.

시기
시 문장

## 역사
다우가바강 어귀와 프로이센을 연결하는 통로 역할을 담당하면서 크게 발전했다. 1253년 이후부터 리보니아 검의 형제 기사단의 지배를 받았다. 13세기 중에는 슬로체네 강(Slocene) 주변에 돌로 된 요새를 건설하면서 인근에 있던 독일인 상인과 수공업자들이 입주했다. 1642년부터 1682년까지 쿠를란트-젬갈레 공국의 공작인 야콥의 지배를 받는 동안 경제적으로 크게 성장했고 1687년에 첨탑이 달린 교회가 건설되었다.
1795년에 라트비아가 러시아 제국에 병합된 뒤부터 도시 지위를 부여받았다. 1877년에는 리가와 투쿰스를 연결하는 철도가 개통되었고, 나중에는 벤츠필스를 연결하는 철도가 개통되었다. 대도시와 철도로 연결되면서 크게 성장했으며 1897년에는 24개 기업이 입주한 뒤부터 가죽과 관엽식물, 풀가사리, 도자기, 식료품 등이 생산되었다.
라트비아 공화국의 독립 이후, 많은 기업들이 입주하면서 산업은 크게 발전했고 부유층이 거주하는 동부와 노동자들이 거주하는 서부로 양분되었다. 1930년대 당시에는 인구가 8,000명에 달했으며 73개 기업이 입주했다.

## 기타

### 빅토르 초이의 사고
투쿰스는 과거 공산주의 체제를 유지했던 나라들 사이에서는 주로 빅토르 초이가 사고를 당한 지점으로 유명하다. 빅토르 초이는 8월 14일에 다음 앨범의 녹음을 마쳤고, 레닌그라드에서 빅토르 초이가 속한 밴드인 키노의 다른 멤버들이 녹음을 위해 기다리고 있었다. 그러나 8월 15일 아침에 투쿰스의 도로에서 빅토르 초이가 운전하던 차가 마주오던 버스와 충돌하였고, 그 사고로 빅토르 초이는 즉사하였다. 이때 건질 수 있었던 온전한 물건은 후에《블랙 앨범》이라는, 그의 유작으로 알려지게 된 앨범 하나뿐이었다. 이 사고 이후에 라트비아 공화국이 독립하고 나서, 2008년에 라트비아 정부는 투쿰스에 있는 사고 현장에 빅토르 초이를 기리는 동상을 세웠다.